# 野村东方国际证券
野村东方国际证券有限公司，于2019年3月由控股股东日本最大证券公司野村控股联合东方国际集团和上海黄浦投资控股集团，经中国证监会核准设立，2019年11月获得经营证券业务许可证，是2018年4月28日中国证监会公布外商投资证券公司管理办法后，首批获准设立的外资控股证券公司。
野村东方的首获牌照为证券经纪、证券投资咨询、证券自营和证券资产管理。不同于大多数外资券商在国内主要以投行和QFII业务为发力点，野村东方国际证券在进入中国市场后选择涉足零售领域，是首个重点聚焦财富管理业务的外资券商。公司计划在2023年左右进军投资银行业务。